# (8634) Neubauer
(8634) Neubauer est un astéroïde de la ceinture principale.

## Description
(8634) Neubauer est un astéroïde de la ceinture principale. Il fut découvert le 5 avril 1981 à la station Anderson Mesa par Edward L. G. Bowell. Il présente une orbite caractérisée par un demi-grand axe de 2,65 UA, une excentricité de 0,18 et une inclinaison de 14,1° par rapport à l'écliptique.

## Compléments